# Finissaggio
Il finissaggio o finitura di un tessuto comprende i trattamenti compiuti per migliorarne le caratteristiche. Si applica a pezze già tessute e tolte dal telaio, a stoffe a maglia e jersey. Alcune operazioni alterano la struttura dei tessuti per apportare miglioramenti qualitativi, altre portano modifiche superficiali per renderne più gradevole l'aspetto o adattarlo alle esigenze della moda.
Ci sono varie tipologie di trattamento, quelli nobilitanti cercano di far apparire di qualità superiore materiali che di qualità non sono, come l'ecopelle. Vengono effettuati da ditte specializzate con macchinari e tecnologie altamente sofisticate.

## Finissaggio meccanico
- follatura: infeltritura che, nella lana chiude gli interstizi tra i fili di trama e ordito rendendo il tessuto compatto e impermeabile come il panno;
- garzatura: spazzolatura che tira fuori il pelo come nel loden;
- guernissaggio: procedimento che consiste nel sottoporre un tessuto, composto di lana, alla garzatura mediante cardi vegetali;
- cimatura: taglio della fibre per ottenere il pelo nel velluto o rasatura per i tessuti pettinati;
- rasatura: pareggia il pelo estratto dalla garzatura;
- pettinatura: indirizza il pelo nella stessa direzione;
- rattinatura: con pressione e strofinio crea dei riccioli sul pelo come nel panno casentino;
- manganatura: passaggio fra rulli riscaldati che schiaccia il tessuto dandogli un aspetto lucido come il chintz; se i rulli hanno inciso un rilievo con la calandratura al mangano si possono ottenere disegni ed effetti speciali come marezzatura o moiré, goffratura;
- lucidatura: forte calandratura a caldo con l'aggiunta di paraffina, cera o altri composti chimici per ottenere un aspetto molto lucido;
- sanforizzazione: trattamento effettuato su tessuto in pezza per migliorarne i rientri al lavaggio;
- smerigliatura: dà un aspetto scamosciato come nel fustagno;
- stiratura;
- stropicciatura o grinzatura;
- agugliatura.

## Finissaggio chimico
- ignifugo;
- ignifugazione;
- antibatterico;
- impermeabilizzante;
- con teflon;
- con silicone.